# Кастера-Лу
Кастера́-Лу (фр. Castéra-Lou, окс. Lo Casterar) — коммуна во Франции, находится в регионе Юг — Пиренеи. Департамент — Верхние Пиренеи. Входит в состав кантона Пуйастрюк. Округ коммуны — Тарб.
Код INSEE коммуны — 65133.

## География

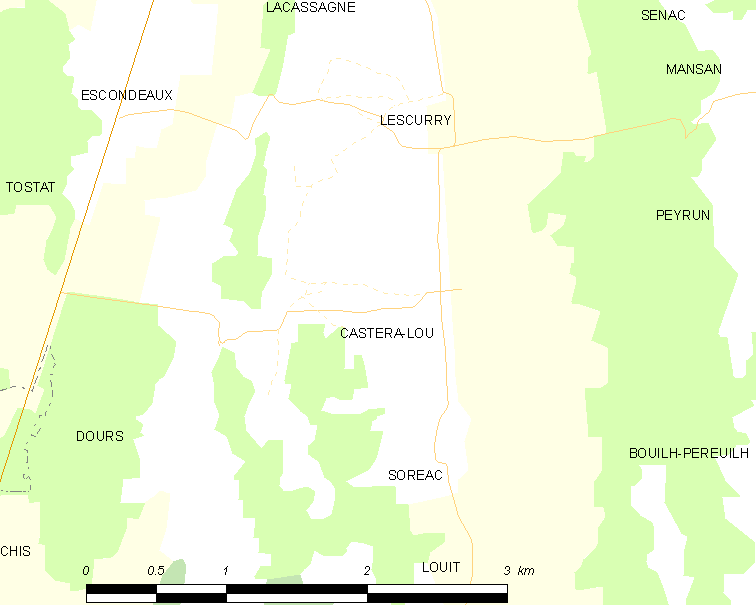
Карта коммуны

Коммуна расположена приблизительно в 640 км к югу от Парижа, в 110 км западнее Тулузы, в 12 км к северо-востоку от Тарба.
Коммуна расположена в местности Бигорр. На западе коммуны проходит канал Аларик.

## Климат
Климат умеренно-океанический с солнечной тёплой погодой и обильными осадками на протяжении практически всего года.

## Население
Население коммуны на 2010 год составляло 204 человека.
| 1962 | 1968 | 1975 | 1982 | 1990 | 1999 | 2010 |
| ---- | ---- | ---- | ---- | ---- | ---- | ---- |
| 123  | 108  | 99   | 145  | 163  | 154  | 204  |

## Администрация
| Период | Период | Фамилия             | Партия                  | Примечания               |
| ------ | ------ | ------------------- | ----------------------- | ------------------------ |
| 2001   | 2014   | Мари-Жозиана Бедуре | Социалистическая партия | член генерального совета |
| 2014   | 2020   | Сабин Ша            |                         |                          |

## Экономика
В 2010 году среди 124 человек трудоспособного возраста (15-64 лет) 93 были экономически активными, 31 — неактивными (показатель активности — 75,0 %, в 1999 году было 70,7 %). Из 93 активных жителей работали 88 человек (43 мужчины и 45 женщин), безработных было 5 (0 мужчин и 5 женщин). Среди 31 неактивных 7 человек были учениками или студентами, 18 — пенсионерами, 6 были неактивными по другим причинам.